# Elephants Dream
Elephants Dream (El sueño de los elefantes) es el primer cortometraje de animación realizado prácticamente usando solo software libre y que además se ofrece de forma pública con licencia o condiciones basadas en la filosofía del conocimiento libre. Dura 11 minutos.

## Descripción

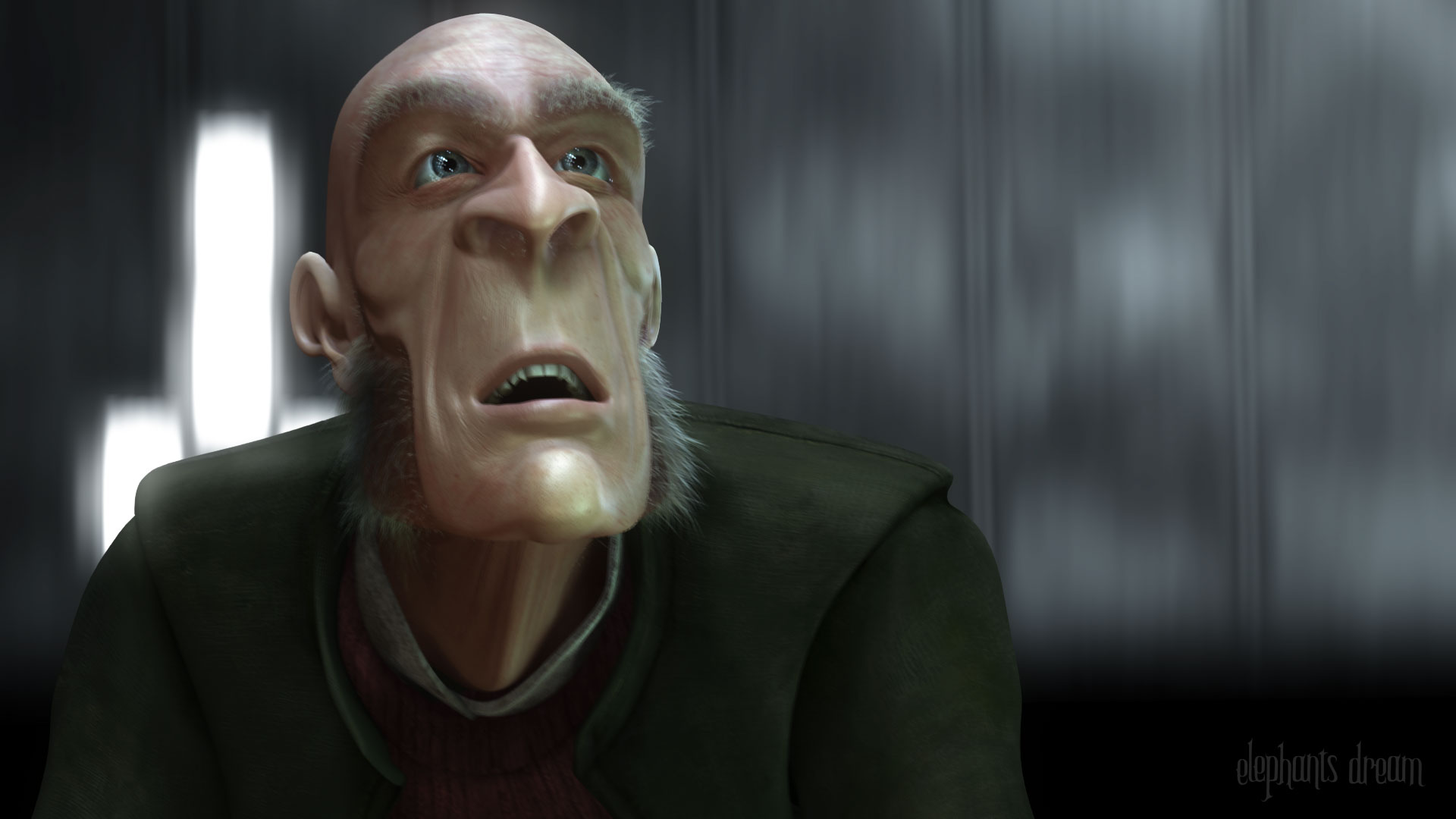
Proog, uno de los protagonistas de Elephants Dream.

La producción comenzó en septiembre de 2005 y fue financiada y desarrollada por el estudio Orange con un equipo internacional de siete artistas y animadores. Originalmente conocida por el nombre de Machina, fue rebautizada como Elephants Dream para cuadrar más exactamente con el elemento central del argumento.
La película fue anunciada en mayo de 2005 por Ton Roosendaal, presidente de la Fundación Blender y líder en el desarrollo principal de Blender, un conjunto de herramientas para el desarrollo de modelos, animaciones o escenas en 3D. Poco después del citado anuncio, la Fundación Blender ofreció la posibilidad de reservar la película en soporte físico (DVD) como parte de su propia auto financiación, además de ofrecer como extra la posibilidad de aparecer en los créditos finales de la película.
Los objetivos del proyecto son varios:
- exhibir o promocionar el talento profesional de las personas que integran el equipo,
- demostrar la validez de los programas libres
- que el resultado final revierta y sirva para mejorar aún más en el propio software especialmente Blender, analizando y añadiendo nuevas mejoras, resolviendo errores, etc
- ofrecer por primera vez un film de animación de gran calidad, de forma que el material empleado se pueda obtener, modificar o distribuir libremente

Durante el desarrollo de Elephants Dream y, a fin de acrecentar la sofisticación del resultado, fueron añadidas o mejoradas numerosas características, como un avanzado sistema de animación, renderizado por pasadas, mejoras en el motor gráfico de simulación de partículas, un nuevo esquema de materiales y post-procesamiento nodal que permite complejos efectos como la simulación física de pelo, piel, fusión de fotogramas, aplicaciones de filtros no lineales, etc. 
El contenido de la película es libre, es decir está publicado con una licencia Creative Commons que ofrece el código fuente del trabajo 3D utilizado (modelos, texturas, animaciones..) de modo que, además de servir como promoción de Blender y el software libre, pueda devolver a la comunidad parte de su propio trabajo. Se puede conseguir en un soporte físico o bien descargarse desde la página web del proyecto sin coste alguno.
La presentación del film fue el 24 de marzo de 2006 en la ciudad europea de Ámsterdam. Posteriormente será proyectada en varios festivales internacionales de cinematografía, incluido Cannes.

## Reparto
En la película de animación original, las voces de los personajes principales son de los actores Tygo Gernandt como Proog y Cas Jansen como Emo, figuras de primer nivel en el escenario artístico de los Países Bajos. 

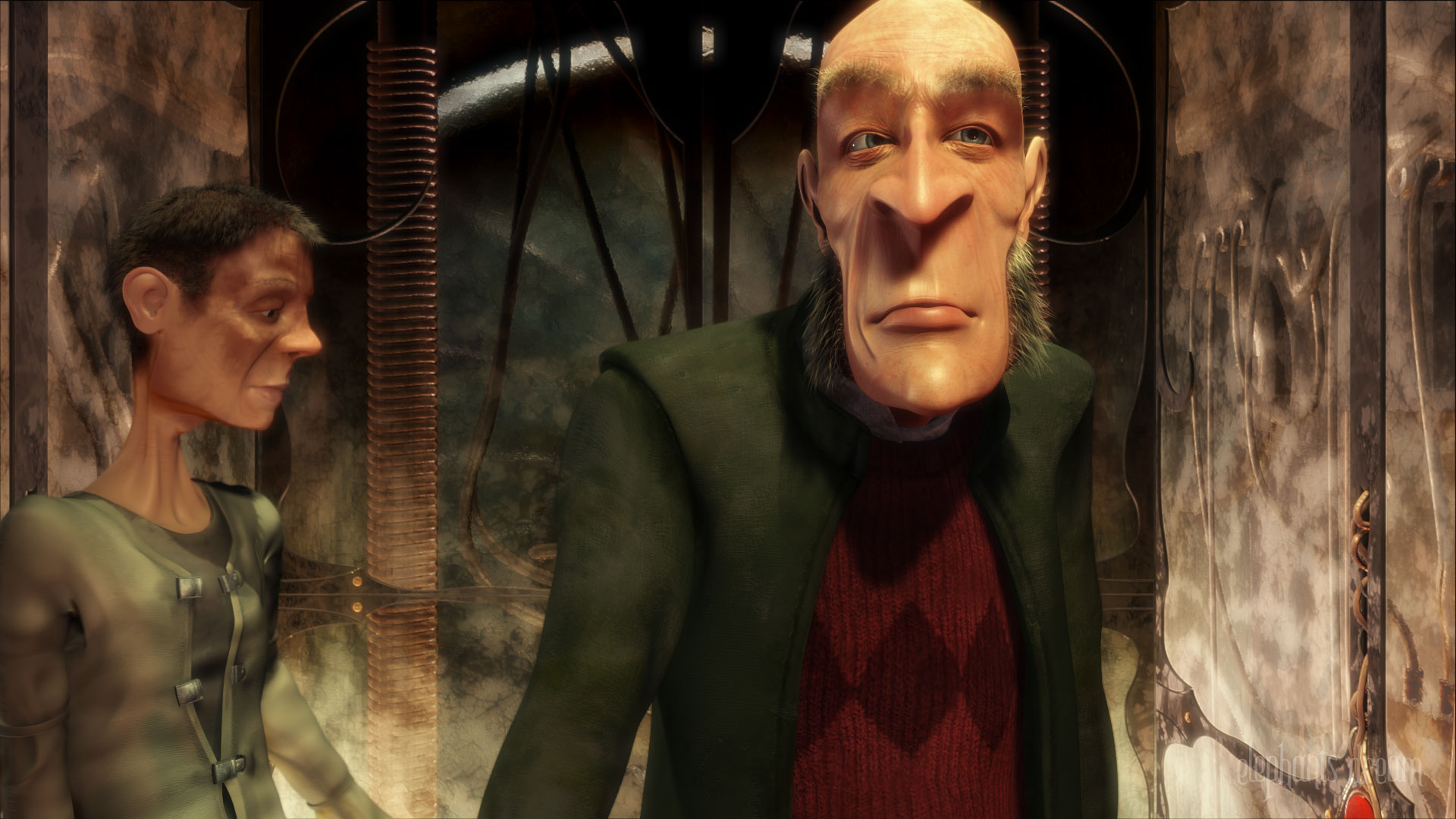
Escena del corto, con Emo y Proog.

## Sinopsis
Es una pequeña historia de dos personajes: un chico joven llamado Emo y Proog, dos personas que comparten un mundo surrealista o fantástico en el que están inmersos y que varía según van moldeando sus propios pensamientos. Proog, que comprende lo que está sucediendo, está fascinado por este y sus misterios, sin embargo Emo pasa del desconocimiento a cansarse de lo que le rodea. 
Esto terminará enfrentándoles entre la realidad que desea Proog: una especie de mundo extraño industrial de criaturas mecánicas y Emo con una visión totalmente distinta, más viva. Finalmente, Emo "crea" a un titán para matar a Proog hasta que este, horrorizado, le da un golpe seco y lo mata.

## Equipo
- Ton Roosendaal, productor cinematográfico
- Bassam Kurdali, director de animación
- Andy Goralczyk, director de arte
- Matt Ebb, artista
- Bastian Salmela, artista
- Lee J Cocks, artista
- Toni Alatalo - director técnico
- Jan Morgenstern - compositor

## Software
Para la realización de este cortometraje de animación, se han utilizado las siguientes herramientas de software libre:
- Blender
- CinePaint
- GIMP
- SubVersion
- DrQueue
- GNOME y KDE
- Inkscape
- OpenEXR
- Python
- Seashore
- Twisted
- Ubuntu Linux
- Verse

Blender fue el principal programa para la creación y desarrollo de la película, el resto de los programas o herramientas se utilizaron en gran parte para tareas de pre y posproducción o gestión del conjunto del proyecto. Ubuntu fue el sistema operativo utilizado y GNOME o KDE el entorno gráfico de las estaciones de trabajo utilizadas.
Además del software libre anterior, como excepción se utilizaron Reaktor (un programa modular de sonido) y sistemas Mac organizados en racimos (comúnmente llamados "granjas de renderización" cuando se habla de 3D o efectos visuales por derivar del inglés "render farm") para renderizar en vídeo en la parte final del proyecto.